# Lenapah
Lenapah és una població dels Estats Units a l'estat d'Oklahoma. Segons el cens del 2000 tenia 298 habitants.

## Demografia
Segons el cens del 2000, Lenapah tenia 298 habitants, 109 habitatges, i 81 famílies. La densitat de població era de 295 habitants per km².
Dels 109 habitatges en un 40,4% hi vivien nens de menys de 18 anys, en un 56,9% hi vivien parelles casades, en un 13,8% dones solteres, i en un 24,8% no eren unitats familiars. En el 22% dels habitatges hi vivien persones soles el 14,7% de les quals corresponia a persones de 65 anys o més que vivien soles. El nombre mitjà de persones vivint en cada habitatge era de 2,73 i el nombre mitjà de persones que vivien en cada família era de 3,12.
Per edats la població es repartia de la següent manera: un 31,9% tenia menys de 18 anys, un 8,1% entre 18 i 24, un 28,9% entre 25 i 44, un 18,5% de 45 a 60 i un 12,8% 65 anys o més.
L'edat mediana era de 34 anys. Per cada 100 dones de 18 o més anys hi havia 89,7 homes.
La renda mediana per habitatge era de 29.688 $ i la renda mediana per família de 35.357 $. Els homes tenien una renda mediana de 31.250 $ mentre que les dones 22.000 $. La renda per capita de la població era de 14.087 $. Entorn del 14,5% de les famílies i el 17,3% de la població estaven per davall del llindar de pobresa.

## Poblacions més properes
El següent diagrama mostra les poblacions més properes.